# مواد هوشمند
مواد هوشمند یا ساختارهای هوشمند، مجموعه‌ای (یا جزئی از مجموعه) دارای کارکرد مهندسی هستند که در آن‌ها ساختار دارای توانایی درک و فعال‌شدن را به منظور انجام کار دارد. آلیاژهای حافظه‌دار نوعی از مواد هوشمند به‌شمار می‌آیند.
مواد هوشمند مصالحی هستند که با کارکردی هوشمندانه در مقابل تغییرات محیط می‌توانند مانند موجودات زنده خود را با شرایط محیطی انطباق دهند. برخی از این مواد، هر نوع خدشه و خرابی در ساختار خود را بازسازی و نقص های خود را برطرف می‌ کنند. یک یا چند ویژگی این مصالح مانند شکل، میزان سختی، فرکانس و رنگ آن‌ها در یک حالت کنترل شده یا تحت اثر محرک نیروی الکتریسیته یا میدان‌های مغناطیسی به صورت قابل توجهی تغییر می‌کند. روند PH خارجی مانند فشار، دما، رطوبت که بر مصالح بیولوژیکی نیز Hyper- Functional پیشرفت این مواد از مصالح سازه‌ای و عملکردی آغاز شده به سمت ساخت مصالح برتری دارند پیش می‌رود. مواد هوشمند در علم دندان پزشکی کمک زیادی به بشر کردند مثلا در ارتودنسی دندان از مواد هوشمند استفاده میشود 
تصویری از یک عینک دودی که در مقابل نور خورشید تیره و با رفتن در سایه شفاف میشود.

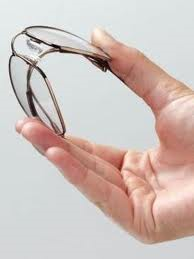

## تعریف هوشمندی
هوشمند(intelligent)، باهوش(Smart)، حساس(Adaptive) همه برای تعریف ساختارها و مصالحی به کارمی روند که شامل حسگرها و محرک‌ها (Actuators) بوده و توانایی سازگاری با تحریکات خارجی مانند بارها و تحریکات محیط رادارند.
مصالح هوشمند یک اصطلاح جدید برای مصالح و فر آورده‌هایی است که توانایی درک و پردازش رویدادهای محیطی را داشته و نسبت به آن واکنش مناسب نشان می‌دهند. به بیان دیگر این مصالح قابلیت تغییرپذیری داشته و قادرند شکل، فرم، رنگ و انرژی درونی خود را به طرز برگشت‌پذیر در پاسخ به تأثیرات فیزیکی یا شیمیایی محیط اط دهند. اگر مصالح را به سه گروه مصالح غیر هوشمند، نیمه هوشمند و هوشمند طبقه‌بندی کنیم، گروه اول یعنی مصالح غیر هوشمند ویژگی خاص بالا را ندارند، نیمه هوشمندها تنها قادرند در پاسخ به تأثیرات محیطی شکل و فرم خود را برای یک بار یا مدت زمان اندکی تغییر دهند اما در مصالح هوشمند این تغییرات تکرارپذیر و قابل برگشت خواهد بود.
معماری هوشمند پویا است؛ بدین معنا که پارامترهای عملکردی اصلی، خود را با توجه به نیاز، تقاضا و شرایط متغیر و پویا تغییر می‌دهند. یک معماری هوشمند همچنین مانند سامانه زنده‌ای قادر به تجربه اندوزی و استفاده از تجارب در شرایط جدید است و با این خصیصه پویایی و خود سازماندهی سامانه تضمین می‌گردد.
مصالح و فراورده‌های نوین
در حال حاضر طیف وسیعی از فراورده‌ها و مصالح، در دسترس قرار گرفته‌اند یا اینکه د ر حال عرضه به بازار هستند. برخی از آن‌ها به‌طور خاص
برای استفاده در زمینه معماری تولید شده‌اند. مصالحی را که در ذیل به توضیح آن‌ها می‌پردازیم، مصالح و مواد خامی هستند که دارای پتانسیل‌های
خاص و کاربردی در زمینه معماری و ساخت و ساز می‌باشند. این فهرست با توجه به ویژگی‌ها، ساختار و خصوصیات درونی این مواد تهیه شده‌است.
- مصالح بازیافتی:این مصالح اساساً از مواد دست دوم و زباله‌های تمیز، تهیه می‌شوند. برای تهیه مصالح بازیافتی، قسمت‌های ارزشمند مصالح دست دوم مورد استفاده قرار می‌گیرد ولی به هر حال فراورده حاصله معمولاً کیفیت پایین‌تری نسبت به مصالح اصلی دارد. امروزه استفاده از مصالح بازیافتی با توجه به اصول معماری پایدار بسیار مورد توجه قرار گرفته‌است.
- مصالح تجزیه پذیر زیستی:ترکیبات تشکیل دهنده این مصالح به گونه‌ای است که پس از پا یان عمر و مدفون شدن در زیر خاک به‌طور کلی توسط جانوران میکروسکوپی موجود در خاک تجزیه می‌شوند؛ بنابراین تهدیدی برای آلودگی محیط زیست محسوب نمی‌شوند.
- زیست مواد:شامل پلاستیک‌ها و مصالح دیگری است که از منابع تجدیدپذیر ساخته می‌شوند. تحقیقی که در حال حاضر بر روی این مواد بسیار مورد توجه است، استفاده از باکتری خاصی است که گازco2مصرف می‌کند و قادر به متلاشی نمودن این پلاستیک هاست.
- مصالح تغییرناپذیر:مصالحی هستند که تأثیرات فیزیکی و شیمیایی بر آن‌ها اثر ندارد. مثالی از این نوع مصالح، آلیاژ فولاد می‌باشد.
- مصالح هوشمند:این مصالح مواد و فراورده‌هایی هستند که خاصیت تغییرپذیری دارند و قادرند مشخصه‌های ظاهری یا درونی خود را در پاسخ به تأثیرات فیزیکی و شیمیایی به صورت برگشت‌پذیر تغییر دهند.
- مصالح هیبرید یا پیوند ی:این مصالح با تلفیق حداقل دو ترکیب متفاوت ساخته می‌شوند. مثل تلفیق ترکیبات طبیعی و مصنوعی.
- مصالح با ساختار فسیل واره:این‌ها نوعی مصالح مرکب با لایه‌های ملحق شده تدریجی می‌باشند. این مصالح نتیجه یک تغییر پیوسته در ویژگی‌های مصالح است. مثالی از این نوع مصالح نفت خام می‌باشد که از قرار گرفتن لایه‌های متعدد در طول سالیان متمادی ایجاد می‌شود.
- نانو متریال (مصالح نانو):مصالحی هستند که نقاط اشتراک زیادی با مصالح هوشمند دارند. مواد با ساختار نانو به عنوان پوشش نهایی در ساخت فراورده‌ها به کار می‌روند. به عنوان مثال در پوشش‌های هوشمند ضد خوردگی، تصفیه‌کننده هوا، تمیزکننده سطوح و پوشش‌های زیست فعال کاربرد دارند.[۴]

ویژگی‌های اصلی معماری هوشمند عبارتند از:
- "تطبیق پذیر "[۵]
- پویایی و فعال بودن؛
- انعطاف‌پذیری و سازگاری با محیط؛
- واکنش پذیری و پاسخ ده بودن[۶]هوشمند درساختمان‌های امروز و پاسخ به موقع نسبت به تغییرات در شرایط محیطی مانع از هدررفتن انرژی و نیز موجب دوام و افزایش عمر بیشتر در ساختمان‌ها می‌شود امروزه ساختمان‌ها خود گونه‌ای از تکنولوژی هستند. ما در حال حاضر در آستانه نسل بعدی ساختمان‌ها هستیم؛ ساختمان‌هایی با درجات متعددی از تکنولوژی جدید (High -Tech) که کاملاً رفتار اکولوژیکی دارند و قادرند با بهره‌گیری هوشمندانه از مصالح سازگار و عملکرد مناسب، در برابر تغییرات مستقیم و غیر مستقیم پیرامون خود واکنش نشان دهند و خود را با شرایط مناسب تطبیق دهند. آن‌ها خود را با تکنولوژی وفق می‌دهند و از آن بهره می‌گیرند. ساختمان‌ها به عنوان یک سازه به محض اینکه توانایی کامپیوتر را در اختیار بگیرند، هوشمند خواهند شد. نخستین بنای هوشمند از تکنولوژی در جهت مهیا ساختن محیطی امن و راحت و انرژی زا بهره می‌برد. ایده یک ساختمان هوشمند، ارتباط و پیوستگی میان دسترسی، نوردهی، امنیت، نظارت، مدیریت و ارتباط راه دور را پیش رو قرار می‌دهد. یک بنای هوشمند، بنایی است که کارایی و راندمان ساکنانش را افزایش داده و امکان مدیریت مؤثر را بر اساس مقتضیات خاص و با یک»: کمترین هزینه فراهم آورد.[۷]

## خصوصیات
مواد هوشمند یا انطباق پذیر خود به دو گونه هوشمند و نیمه هوشمند قابل تقسیم می‌باشند. در مواد هوشمند در برابر محرک‌های فیزیکی یا شیمیایی تغییرات بازگشت‌پذیر فیزیکی و شیمیایی ایجاد می‌شود. این تغییرات در مواد کاملاً هوشمند به صورت نامتناهی بازگشت‌پذیر است. در صورتی که مواد نیمه هوشمند توانایی محدودی در تعداد دفعات تغییرات دارند، یک محرک می‌تواند چند تغییر در ماده ایجاد نماید یا چند محرک مختلف می‌توانند موجب تغییر خاصی در ماده گردند. محرک‌های عمده عبارتند از: تغییر محیط شیمیایی، میدان مغناطیسی و الکتریکی، فشار، حرارت، نور و اشعه ماورا بنفش. تغییرات حاصل، بازده وسیعی را پوشش می‌دهد. برخی از این تغییرات عبارتند از:
1. تغییر شکل، ابعاد، سطح و بافت به صورت همگن یا موضعی.
2. تغییر در جریان الکتریکی و تولید جریان الکتریسیته که به عنوان مثال در کفسازی امکان پر رفت‌وآمد برای تولید جریان برق استفاده می‌شود.
3. تغییر رنگ و شفافیت که در ایجاد محرمیت و بستن فضا کاربرد دارد.
4. تغییر نوفه و کنترل نوفه مزاحم
5. تولید بوی خوش بر اثر تحریکات خارجی
6. قابلیت اصلاح، ترمیم، تقویت و خود تمیزکنندگی که امروزه کاربرد وسیعی در آسمان خراش‌ها یافته‌اند.
7. قابلیت جذب یا انتشار نوعی مولکول، اتم یا ماده‌ای خاص که در سه حالت ماده که به ویژه برای کاهش آلودگی محیط و تولید مواد مطلوب و ضروری مانند تصفیه هوا یا آب کاربرد دارد.
8. امکان تبادل انرژی مانند مواد تغییر فاز دهنده که در پوسته بنا برای کنترل دمای محیط داخلی کاربرد دارند و این مواد حرارت را از محیط گرفته و با تغییر فاز به حالت مایع یا گاز، آن را به صورت نهان در خود ذخیره می‌کنند و در هنگام کاهش دمای محیط با تغییر فاز مجدد، حرارت را به محیط بازپس می‌دهند.[۶]

متغیرهای تأثیرگذار شیمیایی و فیزیکی که در زیر معرفی شده‌اند، محرک‌هایی هستند که مصالح هوشمند در برابر آن‌ها از خود عکس‌العمل نشان می‌دهند:
- نور، اشعهUV :بخش فرابنفش و مرئی اشعه الکترومغناطیسی.
- دما:تغییرات دمایی که یک سیستم فیزیکی مثل بدن انسان ایجاد می‌نماید.
- فشار:اختلاف فشار ایجاد شده در یک ناحیه.
- میدان الکتریکی:میدان ایجاد شده پیرامون یک بار الکتریکی.
- میدان مغناطیسی:میدان ایجاد شده پیرامون یک آهن‌ربا یا یک بار الکتریکی متحرک.
- محیط شیمیایی:حضور یک عنصر یا ترکیب شیمیایی خاص مثل آب.

## طبقه‌بندی مصالح هوشمند
به‌طور کلی مصالح ساختمانی موجود اعم از سنتی، طبیعی و مصنوعی با توجه به خصوصیات آنها، از جمله: نمود ظاهری، بافت، ترکیب شیمیایی، خواص مکانیکی و فیزیکی، اثر محیطی و … طبقه‌بندی می‌شوند. اما در طبقه‌بندی مصالح هوشمند علاوه بر در نظر داشتن مشخصه‌های فوق، خواص دیگری که به‌طور ویژه به تمیز دادن مصالح هوشمند از مصالح سنتی مربوط می‌شود نیز لحاظ شده‌است. طبقه‌بندی پیشنهادی مصالح هوشمند بر پایه خواص زیر ارائه شده‌اند:
- مصالح هوشمند دارای قابلیت تغییر خواص درونی

مصالح هوشمند تغییر شکل دهنده/
مصالح هوشمند تغییر رنگ دهنده/
مصالح هوشمند تغییر پیوند دهنده
- مصالح هوشمند دارای قابلیت مبادله انرژی

مصالح هوشمند ساطع‌کننده نور/
مصالح هوشمند تولیدکننده الکتریسیته/
مصالح هوشمند ذخیره‌کننده انرژی
- مصالح هوشمند دارای قابلیت تغییر و مبادله مواد درونی

مصالح هوشمند تغییر شکل دهنده:
این گروه از مصا لح هوشمند که دارای قابلیت تغییر خواص درونی خود هستند در پاسخ به محرکات خارجی تغییراتی در شکل و ابعاد خود ایجاد می‌کنند پرکاربردترین آن‌ها می‌توان به مصالح هوشمند دما واکنشی Thermostrictive پیزوالکتریک اثر فشاربرقی الکترو واکنشی Electroactive و شیمی واکنشیChemostrictive اشاره نمود.
مصالح هوشمند دما واکنشی:این نوع از مصالح هوشمند نوعی ویژگی ذاتی دارند که آن‌ها را قادر می‌سازد تا در برابر تغییرات دمای محیط پیرامون به‌طور برگشت‌پذیر واکنش نشان دهند تغییرات دمایی ممکن است تأثیر غیرفعال داشته باشد به طوری که مصالح به‌طور مداوم وضعیت دمای داخلی خود را با وضعیت طبیعی پیرامونش از طریق پوسته بیرونی تنظیم کند و اگر تأثیرات آن به صورت فعال باشد نوعی گرمایش فعال با بکار بردن یک میدان الکتریکی از طریق تماس ایجاد می‌شود. مصالح منبسط شونده Thermal Expansion نمونه‌ای از مصالح دما واکنشی هستند.

## انواع مصالح هوشمند
مصالح هوشمند از نظر کارکرد به انواع زیر تقسیم می‌شوند:
- مواد کروموژنیک
- مواد پیزوالکتریک
- آلیاژهای دارای مصالح هیبرید یا پیوندی
- مصالح با ساختار فسیل واره

## مصالح کروموژنیک
مصالح کروموژنیک خاصیت نوری خود را در پاسخ به محرک‌های خارجی (میدان الکتریکی، تزریق یون، شدت نور و دما) تغییر می‌دهند. دامنه این تغییر از شفافیت کامل و انعکاس جزئی تا جذب یا پخش کل نور مریی گسترده‌است. به این ترتیب مصالح الکتروکرومیک، ترموکرومیک، فتوکرومیک، هالوکرومیک در زیر مجموعه این مواد قرار می‌گیرند. با در نظر گرفتن عامل محرک بین انواعAdaptive این مصالح (فتوکرومیک پاسخ گو به شدت نور و ترموکرومیک ترموتروپیک پاسخ گوبه دما) و مصالح Switchable کریستال‌های مایع(EC وGC) باید تفاوت قائل شد. به این ترتیب مزایای کنترل خودکار و کنترل انتخابی مصالح مشخص می‌شود. به عبارت دیگر برخی مصالح کرموژنیک قابلیت کنترل انتخابی داشته و از این نظر تفاوت عمده‌ای با مصالح فتوکرمیک و ترموکرومیک دارند. زیرا این تغییرات مصالح فتوکرومیک و ترموکرومیک هر چند ممکن است در برخی موارد مطلوب نباشد، به صورت خودکار انجام می‌شود. اما مصالح کروموژنیک Switchable توسط کاربر قابل کنترل هستند و به سیستم مدیریتی ساختمان BMS نیز می‌توانند متصل شوند.
مصالح الکتروکرومیک موادی هستند که با استفاده از جریان الکتریکی تغییر رنگ یا شفافیت می‌دهند) مانند کریستال‌های مایع) شاید این مصالح مناسب‌ترین نوع برای کنترل انرژی در ساختمان‌ها باشند. شیشه‌های ساخته شده با این مصالح سریعاً از حالت شفاف به کدر تغییر یافته و نور را پراکنده‌می‌سازند. عملکرد اولیه آن‌ها ایجاد محرمیت وکنترل خیرگی است. تغیر رنگ مصالح تروکرومیک به تغییرات دما بستگی دارد. مصالح هالوکرومیک حساس به PH)) مصالحی هستند که در نتیجه تغییر میزان اسیدیته تغییر رنگ می‌دهند. یکی از موارد استفاده برای رنگ‌هایی است که می‌توانند برای تعیین خوردگی در فلز زیرین خود تغیر رنگ دهند.
مصالح فتوکرومیک:
photochromic material با نام اختصاری (مخفف انگلیسی: PC) در حال حاضر بسیار مورد توجه معماران قرار دارند. این مصالح با قرارگیری در برابر نور (اشعه مرئی،UV نور (INFRARED) یا اشعه الکترومغناطیسی با تغییر رنگ از خود واکنش نشان می‌دهند. هم‌اکنون مصالح فتوکرومیک یا PCها به صورت رنگ‌دانه‌های فتوکرومیک، شیشه‌های فتوکرومیک و پلاستیک‌ها یا پلیمرهای فتوکرومیک در دسترس هستند
مصالح فتوکرومیک به تغییرات نور پاسخ می‌دهند برخلاف مصالح الکتروکرومیک Switchable و به صورت دستی نمی‌توانند کنترل شوند. مثلاً در یک روز آفتابی سرد که کسب گرمای خورشیدی بیشتر محسوس است ممکن است یک پنجره فتوکرومیک تاریک شود. اگر عامل محرک تغییر رنگ، محرکی به صورت انرژی مکانیکی باشد، مواد تغییر رنگ دهنده را مکانوکرومیک و چنانچه این عامل محرک، به وسیله تغییر در محیط شیمیایی پیرامونی ایجاد شود، ماده تغییر رنگ دهنده راکموکرومیک می‌نامند.
از میان اولین پروژه‌هایی که در آن‌ها از مصالح PC در پوشش ساختمان استفاده شده بود می‌توان «طرح ورودی موزه هنرهای مدرن مونیخ» را نام برد که دو معمار آلمانی در مسابقه‌ای در سال ۱۹۹۲ میلادی از این مصالح استفاده نمودند. از آن زمان به بعد استفاده از این مصالح در معماری و در پوشش نمای بناها باب شد. هر چند که در ابتدا به‌کارگیری این مصالح بخاطر جنبه زیبایی آن‌ها بود (بخاطر طیف رنگی که در برابر نور ایجاد می‌نمودند). اما پژوهشگران تحقیقات بسیاری بر روی این مصالح انجام دادند تا بتوانند از این فراورده برای عملکردهای دیگری مثل کاهش میزان مصرف انرژی یا تغییرات دمایی این پوشش‌ها استفاده نمایند.
مصالح هوشمند ساطع‌کننده نور:
مصالح و فراورده‌هایی هستند که مولکول‌های درون آن‌ها با تأثیر انرژی‌هایی مثل روشنایی یا میدان الکتریکی، برانگیخته شده و از خود نور تولید می‌کنند. این پدیده در واقع یک حالت موقتی برای مولکول‌ها می‌باشد که بر اثر تأثیر انرژی بالاتر اتفاق می‌افتد که دراین زمان بخشی از انرژی جذب شده توسط مولکول‌ها به شکل اشعه الکترومغناطیسی مرئی ساطع می‌شود بدون آنکه حرارت اشعه خارج شود. از این پدیده با عنوان تابناکی یاد می‌کنند. از مهم‌ترین و کاربردی‌ترین آن‌ها در زمینه معماری، مصالح فتولومینس و الکترولومینس می‌باشد.
مصالح هوشمند ذخیره‌کننده انرژی:
این مصالح و فراورده‌ها قادرند انرژی را چه به صورت نمایان و چه نهانی در خو د ذخیره نمایند، مثلاً به شکل نور، گرما، هیدروژن یا الکتریسته. قابل ذکر است که این مصالح قابلیت برگشت‌پذیری نیز دارند؛ بنابراین این مصالح قادر به ذخیره انرژی بصورت‌های مختلفی می‌باشند. اما در این بین مصالح هوشمند ذخیره‌کننده حرارت (گرما) بیشتر مورد توجه بوده‌اند این مصالح نوعی ویژگی ذاتی دارند که آن‌ها را قادر می‌سازد که انرژی را به صورت گرما یا سرما (معکوس گرما) به صورت انرژی نهانی در خود ذخیره کنند. این مصالح در معماری دارای کاربرد و مورد توجه بسیار هستند. پرکاربردترین آن‌ها که با عنو ان مصالح تغییر حالت دهنده (Phase Changing Material) با نام اختصاری PCM مشهور است به آن دسته از مصالح و فراورده‌هایی گفته می‌شود که می‌توانند به عنوان واسطه تنظیم دما عمل کنند مثلاً به عنوان عنصر واسطه ذخیره سرما یا گرمای نهانی تنظیمات دمای داخل اتاق. مصا لح PCM این ویژگی را دارند که وضعیت خود را از حالت مایع به جامد به وسیلهٔ کریستاله شدن (بلوره شدن) تغییر دهند و میزان مشخصی از انرژی گرمایی که قبلاً در درجه حرارت بالاتر ذخیره کرده بودند، از خود آزاد کنند و در حالت معکوس با تغییر وضعیت از جامد به مایع در زمان ورود انرژی گرمایی میزان حرارت یا دما را ثابت نگه دارند. ذکر این نکته ضروری است که مصالحی با ظرفیت ذخیره حرارتی بالا یا اتلاف حرارتی پایین در این دسته از مصالح هوشمند جای نمی‌گیرند. اولین استفاده‌کننده مصالح PCM سازمان NASA در سال ۱۹۶۰ میلادی بود که از این مصالح با توجه به کاربردهای ویژه آن در پروژه‌های فضایی استفاده نمود.

## کاربرد موادهوشمند
یکی ازمهمترین مباحث درحوزه پایداری محیطی تقلیل مصرف منابع تجدید ناپذیر و بهینه‌سازی مصرف انرژی‌های تجدید پذیر می‌باشد از آنجا که ساختمان‌ها مصرف بیش از۴۰درصد ازکل انرژی تولید شده در کشور را به خود اختصاص می‌دهند حوزه محیطی معماری پایدار اهمیت بسزایی درتوسعه پایدار کشور دارد از طرف دیگر باتوجه به اهمیت پوسته‌های ساختمان درکنترل تبادل حرارتی بین درون و بیرون بنا مصالح بکار رفته درآن‌ها دارای اهمیت بسیار زیادی در ایجاد شرایط آسایش حرارتی درساختمان می‌باشد بر این اساس یکی ازمهمترین راه کارها در جهت دستیابی به معماری پایدار محیطی شناخت فناوری‌های نوین و مزایای استفاده از آن‌ها به منظور به‌کارگیری مواد و مصالحی است که موجب کاهش مصرف انرژی و همچنین تأمین شرایط آسایشی مطلوب برای ساکنان ساختمان گردد.
اهمیت مواد هوشمند هنگامی مشخص می‌شود که نقش آن‌ها را در ایجاد سیستم‌های سازگارتر در نظر آوریم. این مصالح اساس کار سایر سیستم‌های حسگر، سازگار و کنترل شده را تشکیل می‌دهند. هدف نهایی، ساخت موادی با هوشمندی مواد موجود در طبیعت است. با ایجاد خواص مورد نظر در سطح مولکولی، می‌توان مواد ابر هوشمند ساخت که قادرند نقش نظام‌های هوشمند موجود را ایفا، کنند. یک سیستم ساختمانی هوشمند پیشرفته می‌تواند علاوه بر کنترل سیستم ایمنی، انتقال بار، گرمایش، تهویه مطبوع و HVAC اثر بارهای باد و زلزله را اندازه‌گیری نموده و سیستم‌های ضد ارتعاش را در مقابل نیروهای محرک خارجی به کار اندازد. با عرضه مواد هوشمند توانمندی‌ها و امکانات نو در اختیار مهندسان و طراحان قرار خواهد داد. با پیشرفت‌های اخیر در این زمینه برای ایجاد سازه‌های هوشمند مناسب نیازهای امروز و رو به رشد آینده باید چشم دوخت. از مهم‌ترین مصالح هوشمند موجود در صنعت ساختمان می‌توان به بتن و شیشه هوشمند مورد کاربرد در ساختمان‌ها اشاره کرد. در ادامه چند نمونه از مواد هوشمند رایج در نمای ساختمان به صورت موردی بررسی می‌گردد.

## شیشه هوشمند
در سه دهه آخر قرن ۲۰ تغییرات وسیعی در صنعت شیشه ایجاد شد. در دهه ۶۰ و ۷۰ افزودن رنگ‌هایی برای کاهش اتلاف حرارتی و خیرگی مرسوم شد. این روند در سال‌های بعد به ایجاد فیلم‌های شفاف شیشه از اکسید فلزات، فیبر شیشه، واحدهای رزینی، تیوب‌های اکرلیک، کریستال‌های مایع، ائروژل‌ها و شیشه کاری کرموژنیک منجر شد. این شیشه‌ها به صورت دینامیکی با شرایط اقلیمی متغیر خارجی و نیازهای ساکنان تطبیق داده می‌شود. ایجاد این سیستم‌ها گام بلندی به سمت طراحی پوسته پایدار ساختمان است که نور در آن فاکتور اساسی بوده و علاوه بر کاهش مصرف انرژی، شفافیت و آسایش را به همراه دارد.

### شیشه‌های ترموکرومیک
با استفاده از پوشش‌هایی از مصالح ترموکرومیک می‌توان نوعی شیشه هوشمند ساخت که بدون مسدود کردن نور، گرما را سد می‌کند. توانایی پوشش برای تغییر وضعیت بین جذب و انعکاس نور به معنی استفاده از مزایای گرمایش خورشید در شرایط زمستانی و انعکاس در دماهای بالاتر و جلوگیری از گداختگی فضاهاست. ضمن آنکه در هر دو حالت نور مریی مطلوب جهت روشنایی فضا وجود دارد.

### شیشه‌های الکتروکرومیک Electrochromic
در این سیستم (EC)، واحد شیشه با استفاده از فیلم‌های شفاف با ضخامت ۲۰۰ یا ۳۰۰ نانومتر با شدت‌های رنگی متفاوتی در طیف، مرئی از شفاف تا آبی تیره تغییر می‌کند. واحد شیشه برای تغییر میزان شفافیت مطلوب با توجه به مقادیر مختلف انتقال حرارتی به جریان برق متصل می‌شود. پس از قطع جریان، تغییر حالت نوری حفظ می‌شود و نیازی به جریان مداوم برق نیست. وقتی که رنگ شیشه تیره می‌شود تابش حرارتی کاهش یافته و بیشتر اشعه عبوری در طیف مادون قرمز فیلتر می‌شود.

### شیشه‌های گازوکرومیک Gasochromic
سیستم گازوکرومیک GC از سه قسمت اصلی تشکیل شده‌است: یک واحد شیشه عایق شده گازوکرومیک IGU یک فیلم ازWO3است. با قرارگرفتن فیلم GC در معرض فشار ضعیف هیدروژن به رنگ آبی درمی آید و انتقال مرئی رااز۶۷تا۱۶وبه طور مشابه انتقال انرژی خورشیدی ۶۰تا۱۲ کاهش می‌دهد.

### شیشه‌های خود تمیز شونده یا Self Cleaning
پس از یک تحقیق ۴ ساله توسط محققان شرکت پیلینگتون و چندین شرکت بزرگ سازنده شیشه در نقاط مختلف دنیا ساخته شدند. شیشه‌های خود شستشو در سطوح پایین هوشمندی قرار می‌گیرند. در فرایند ساخت این شیشه بر روی سطوح آن پوششی شفاف از نوع سخت اعمال می‌شود که با انجام یک فرایند شیمیایی باعث عدم اتصال مواد آلی و ذرات آلودگی چسبنده به شیشه می‌شود. شیشه‌های خود شو با استفاده از دو فرایند همزمان باعث تمیز نگه داشتن سطح شیشه می‌شوند:
الف- به علت اینکه لایه روی سطح شیشه، خاصیت فوتوکاتالیک (استفاده از نور برای انجام واکنش (دارد، باعث از بین بردن اتصال آلودگی‌های موجود روی سطح شیشه با شیشه می‌شود.
ب- خاصیت دوم این روکش که همزمان با خاصیت فتوکاتالیک به وسیله نورUV فعال می‌شود. خاصیت هیدروفیلیک (آب دوستی) است. این ویژگی باعث می‌شود که آب روی سطح شیشه به صورت ورق پخش شود بنابراین به راحتی روی سطح شیشه جاری و پخش می‌شود و سطح شیشه را تمیز می‌کند.

## پوشش خود تمیز شونده اتیلن تترافلوئور اتیلنETFE
بیش از بیست و پنج سال است که فویل‌ها برای مسقف کردن سازه‌ها مورد استفاده قرار گرفته‌اند. امروزه این سیستم ابتکاری که در آن شفافیت و وزنِ سبک با ویژگی‌های عایق کاری بسیار عالی و طول عمر زیاد ترکیب شده و در توسعهٔ معماری، پیشگام است.